# Pașaport american
Pașapoartele Statelor Unite sunt documente de călătorie emise cetățenilor și naționalilor non-cetățeni ai Statelor Unite ale Americii. Ele sunt eliberate exclusiv de către Departamentul de Stat al SUA. Pe lângă pașapoartele în format tip carte, se emit și cartele de pașaport cu utilizare limitată, supuse acelorași condiții de eligibilitate.
Începând cu iunie 2025, pașaportul american permite călătorii fără viză în 182 de țări și teritorii, fiind clasat pe locul opt la nivel global în ceea ce privește libertatea de circulație, conform Henley Passport Index. Pașapoartele americane respectă standardele recomandate (dimensiuni, compoziție, structură, tehnologie) de Organizația Aviației Civile Internaționale (ICAO). Din august 2007, Departamentul de Stat emite doar pașapoarte biometrice, în cinci tipuri de pașapoarte în format carte. Pașapoartele americane sunt proprietate federală și trebuie returnate autorităților la cerere.
Este ilegal ca cetățenii sau naționalii americani să intre sau să părăsească țara fără un pașaport american valabil sau un document înlocuitor compatibil cu Inițiativa privind Călătoriile în Emisfera Vestică (WHTI), deși în practică, cetățenii americani care revin fără pașaport primesc adesea derogări, iar cerința de prezentare la ieșire nu este aplicată strict.
Legea americană nu interzice cetățenilor săi să dețină pașapoarte ale altor state. Conform legii, un pașaport american valabil și neexpirat reprezintă dovadă concludentă (nu doar prezumptivă) a cetățeniei americane, având aceeași forță probatorie ca și certificatele de naturalizare sau de cetățenie, cu condiția să fi fost emis pentru perioada legală completă.

Cerințe de viză pentru cetățenii Statelor Unite pentru deținătorii de pașapoarte regulate din Statele Unite

## Galerie

Pașaport
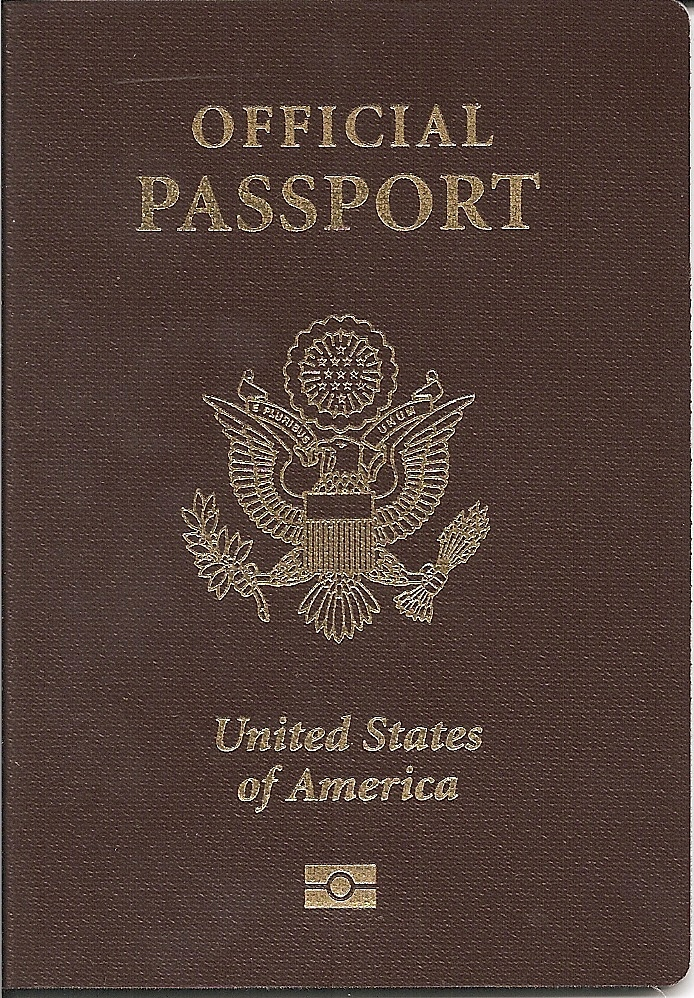
Pașaport oficial
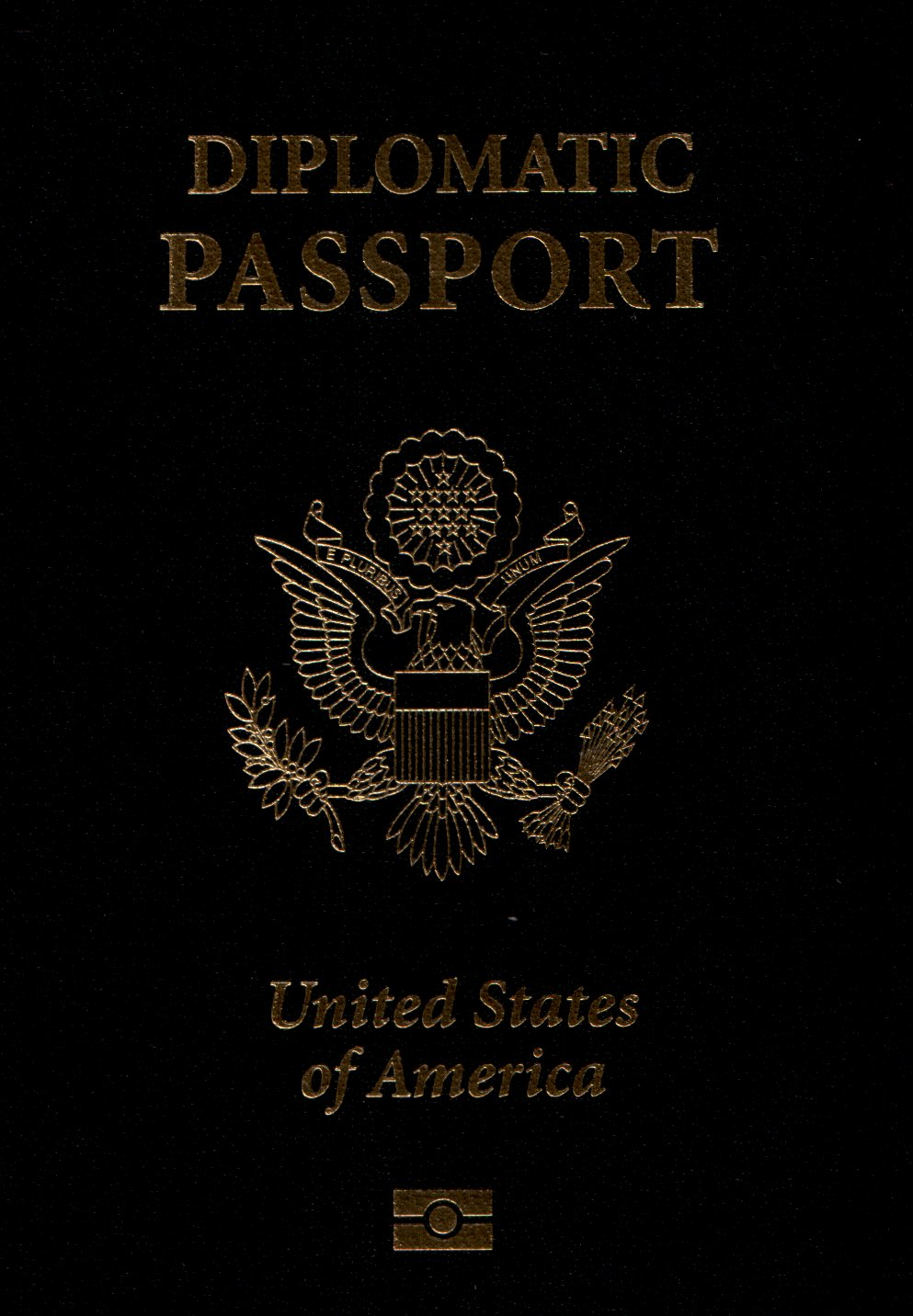
Pașaport diplomatic
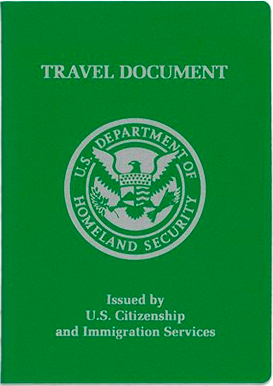
Document de călătorie
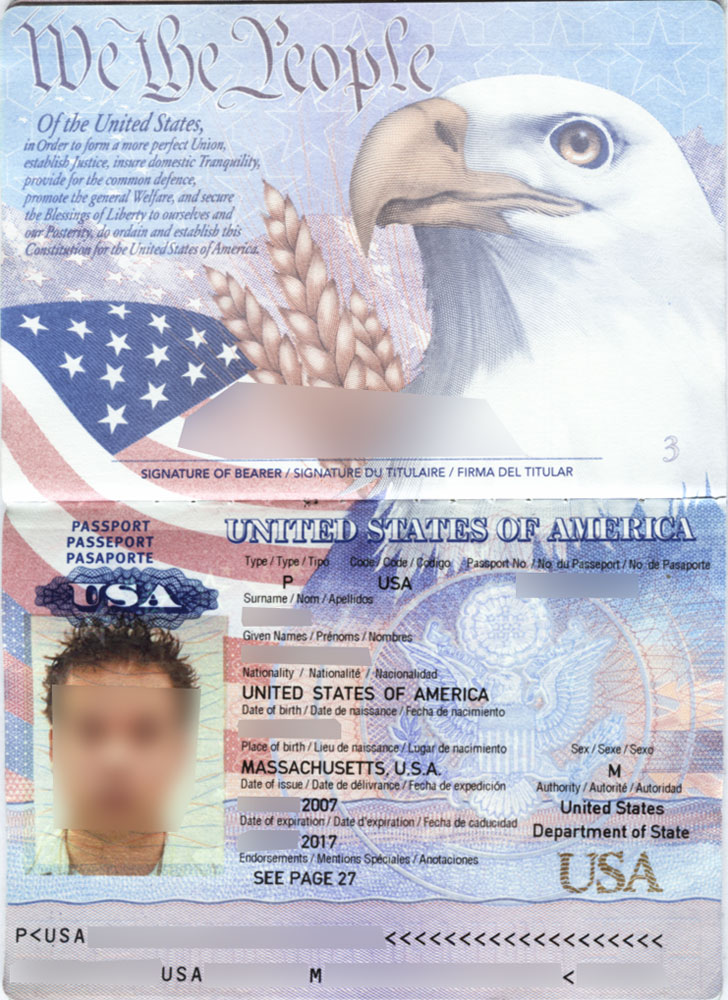
Pașaport (2007-2021)
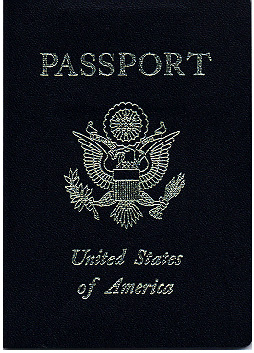
Pașaport înainte de 2007
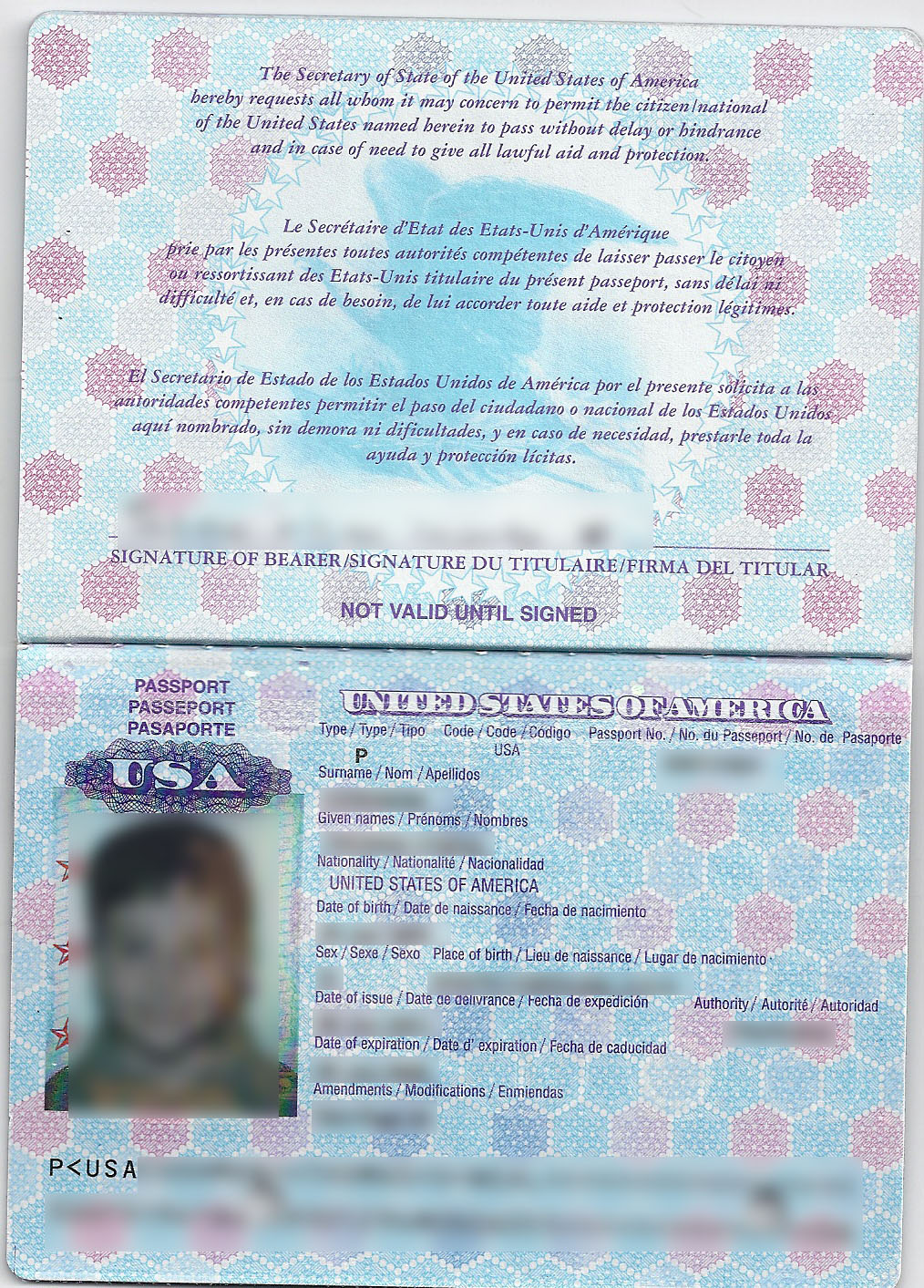
Pașaport înainte de 2007
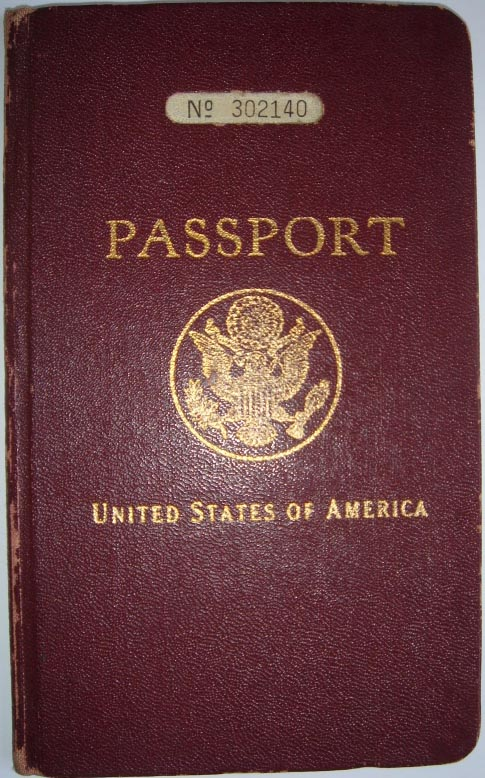
Pașaport american (1930)